# Булатниковский сельский округ (Московская область)
Булатниковский сельский округ — упразднённая административно-территориальная единица, существовавшая на территории Ленинского района Московской области в 1994—2006 годах.
Булатниковский сельсовет был образован в первые годы советской власти. По данным 1919 года он входил в состав Сухановской волости Подольского уезда Московской губернии.
В 1925 году к Булатниковскому с/с был присоединён Спасский с/с.
В 1926 году Булатниковский с/с включал село Булатниково и деревню Спасское.
В 1929 году Булатниковский с/с был отнесён к Ленинскому Московского округа Московской области.
14 июня 1954 года к Булатниковскому с/с был присоединён Жабкинский с/с.
22 июля 1958 года Булатниковский с/с был упразднён, а его территория объединена с Новоникольским с/с в новый Лопатинский с/с.
28 июля 1960 года Ленинский район был упразднён, а на части его территории был образован Ульяновский район, в составе которого путём преобразования Лопатинского с/с был восстановлен Булатниковский с/с.
17 декабря 1960 года из Булатниковского с/с в административное подчинение дачному посёлку Бутово была передана территория подсобного хозяйства «Бутово».
1 февраля 1963 года Ульяновский район был упразднён и Булатниковский с/с вошёл в Ленинский сельский район. 11 января 1965 года Булатниковский с/с был возвращён в восстановленный Ленинский район.
25 октября 1984 года из упразднённого Михайловского с/с в Булатниковский были переданы посёлок Дубровский, часть селения Битца, территория гарнизона «Остафьево» и часть бывшего рабочего посёлка Бутово.
5 марта 1987 года из Булатниковского с/с в административное подчинение городу Щербинка был передан посёлок гарнизона «Остафьево».
3 февраля 1994 года Булатниковский с/с был преобразован в Булатниковский сельский округ.
17 февраля 1999 года в Булатниковском с/о был образован посёлок Новодрожжино.
В ходе муниципальной реформы 2004—2005 годов Булатниковский сельский округ прекратил своё существование как муниципальная единица. При этом деревня Спасское была передана в городское поселение Видное, а остальные населённые пункты — в сельское поселение Булатниковское.
29 ноября 2006 года Булатниковский сельский округ исключён из учётных данных административно-территориальных и территориальных единиц Московской области.